# Poměr pravděpodobností
Poměr pravděpodobností neboli šance (anglicky odds) je alternativní způsob vyčíslení pravděpodobnosti.
Je-li pravděpodobnost určitého jevu {\displaystyle P}, potom je pravděpodobnost, že nenastane, je {\displaystyle 1-P}. Šance (poměr pravděpodobností) je pak možné vyjádřit jako {\displaystyle P} ku {\displaystyle 1-P}, tedy {\displaystyle P:(1-P)}.

## Použití
Šance se v řadě zemí používají mimo jiné v sázkovém podnikání. Je-li řečeno, že šance na výhru je 4:1, znamená to očekávání, že ve čtyřech případech z pěti takto označených utkání dojde k výhře a v jednom k prohře. Pravděpodobnost výhry je pak {\displaystyle P=4/5=0.8} (tedy 80 %). Čitatelem zlomku je počet výher (čtyři příznivé jevy) a jmenovatelem počet všech jevů (čtyři výhry plus jedna prohra, což je dohromady pět možných jevů). Například jsou-li šance v zápasu Sparty a Slavie v poměru 4:1, je to totéž jako 80 ku 20 (přehlednější vyjádření, protože součet pravděpodobností je 1 čili 100 %). Zápas Sparty a Slavie tak musí dopadnout výhrou týmu Sparty s pravděpodobností 0,8 (čili 80 %) a výhrou Slávie s pravděpodobností 0,2 (20 %).
České sázkové kanceláře však častěji mluví o vkladu a „celkovém kurzu“ (viz sázkový kurz). Vsadí-li sázející vklad {\displaystyle V} na určitou událost, nedostane nic, pokud se zmýlí, ale je mu vyplaceno {\displaystyle V\cdot K} kde {\displaystyle K} je celkový kurz, z toho je {\displaystyle VK-V} zisk pro sázejícího, pokud je sázejícího odhad správný. Stane se tak s pravděpodobností {\displaystyle P}, takže statisticky očekávaná výplata pro sázejícího je {\displaystyle P\cdot V\cdot K}. To se rovná vkladu, je tedy férové, pokud celkový kurz splňuje {\displaystyle K=1/P}. V reálu je {\displaystyle K\approx 0.9/P}, protože sázková kancelář potřebuje docílit zisku, asi tak 10 % všech vkladů. V příkladu výše by česká sázková kancelář nabídla sázejícím celkový kurz {\displaystyle 1/0.8=1.25} na Spartu a {\displaystyle 1/0.2=5} na Slavii. V reálu budou celkové kurzy asi {\displaystyle 1.15} a {\displaystyle 4.5} kvůli potřebě tvoření zisku.
Kromě sázení se šance používají i v některých aplikacích teorie pravděpodobnosti a matematické statistiky. Často se v tomto kontextu vyskytuje přirozený logaritmus šancí (anglicky log odds), který má tu výhodu, že může nabývat libovolnou reálnou hodnotu, takže jej lze snadno použít např. jako závisle proměnnou v regresní analýze (logistická regrese a podobně). Dále se v této oblasti používá poměr šancí dvou jevů (odds ratio) a jeho přirozený logaritmus (log odds ratio).  